# DiscoverIE
discoverIE Group plc er en britisk elektronikproducent, der designer og fremstiller specialiserede elektroniske komponenter til industrielt brug. De har ca. 4886 ansatte (2022) og hovedkvarter i Guildford, Surrey.
Virksomheden blev etableret som en forhandler af elektroniske komponenter kendt som Acal plc af forretningsmand John Curry i 1986.